# The Butcher (chanson)
Pour les articles homonymes, voir The Butcher.
Singles de Radiohead
Supercollider
(2011)
The Butcher est un single du groupe Radiohead rendu disponible sur Internet le 18 avril 2011 aux personnes ayant précédemment acheté l'album The King of Limbs. Il est sorti en même temps que Supercollider, un autre single. Les deux singles ont été distribués en édition limitée sur un vinyl 2 pistes de 12 pouces.
The Butcher a été enregistré et mixé en même temps que The King of Limbs mais n'a pas pu être sur l'album.